# 에그리시

라지카에그리시

에그리시(조지아어: ეგრისი, 또는 ლაზიკა, 라즈어: Laziǩa (ლაზიკა), 페르시아어: Lazistan)는 오늘날의 조지아의 동부에 있었던, 지역과 왕국을 뜻하는 중세 조지아어 이름이며. 동로마 작가에 의해 라지카로 알려졌고, 이란인에게는 라즈 부족 이후의 라지스탄으로, 언젠가 그 지방을 지배하던 통치 엘리트 계층에 의해서 알려졌다.
왕국은 기원전 6세기와 기원후 7세기 사이에 번영하였다. 에그리시는 이전의 왕국인 콜키스의 영토까지 포함한 지역이며, 현대의 압하지아의 영토를 정복했었다. 존속하던 그 왕국은 모조리 동로마의 주요 전략적 종속 왕국이었으며, 가끔은 이란 사산 왕조의 통치아래에 들어가기도 했다.
4세기 초반의 몇몇 지역은, 기독교의 주교구 또는 피티운트(조지아의 비츠빈타)의 주교좌가 이 왕국에서 확립되었다. 325년의 제1차 니케아 공의회의 참석자들 중에서 피티운트, 스트라토필루스의 주교가 있었다. 에그리시의 첫 번째 그리스도인 왕은 구바즈 1세였다. 5세기에는, 기독교를 에그리시의 국교로 정했다. 다음에는, 에그리시의 귀족들과 성직자들의 전통은 그리스어 전례를 조지아어 전례로 전환했다. 그리고 조지아어는 문화와 교육의 언어가 되었다. 비츠빈타 대성당은 조지아의 왕이었던 바그라티오니 왕실의 바그라트 3세에 의해 10세기 후반에 건설되었다. 조지아의 기독교 건축 양식의 가장 오래된 건축물 중의 한 곳이다.바그라트 3세 통치 하에, 에그리시는 이베리아카르틀리의 동부 조지아의 국토와 통합되어 연합된 조지아 왕국의 형태가 되었다.

## 통치자
라지카의 알려진 통치자들 :
1. 아그로스, 활약기. 약 2세기.
2. 말라즈, 활약기. 130년
3. 미르다트. 약 360년경 ~ 약 380년경
4. 바라즈-마쿠르, 약 380년경 ~ 약 395년경
5. 이베리아(동 조지아), 약 395년경 ~ 약 450년경
6. 구바제스 1세, 증명됨. 약 456년경 ~ 466년
7. 담나제스, ? ~ 521/522년
8. 자트 1세, 521/522년 ~ 427/528년
9. 옵사테스, 541년 전의 어느 기간 쯤이며, 정확한 통치 기간은 알려지지 않았다.
10. 구바제스 2세, 약 541년경 ~ 555년
11. 자트 2세, 554년 ~ ?
12. 동로마 제국, 570년 ~ 약 550년경
13. 바르누크 1세, 660년 ~ 약 670년경
14. 그리고르, 670년 ~ 약 675년경
15. 바르누크 2세, 675년 ~ 691년경

## 같이 보기
- 압하스
- 조지아